# Balbir Singh Sodhi
Balbir Singh Sodhi (* 1949 in Indien; † 15. September 2001 in Mesa, Arizona in den Vereinigten Staaten) war ein indisch-amerikanischer Unternehmer.

## Leben
Die Ermordung des bekennenden Sikh, den sein Mörder, der 42-jährige Frank Silva Roque, im Nachgang der Terroranschläge vom 11. September 2001 als Muslim identifizierte, rief nationales wie internationales Entsetzen hervor. Die Tat erweckte diplomatische Aufmerksamkeit von indischer Seite und veranlasste knapp 3.000 Menschen, an seiner Beerdigung am 21. September 2001 teilzunehmen. Roque ermordete Singh Sodi im Zuge eines Amoklaufs in dessen Tankstelle in Mesa, Arizona. Die Rundfunkanstalt PBS veröffentlichte im Jahr 2006 zum fünften Jahrestag der Tat die Fernsehdokumentation A Dream in Doubt über Singh Sodhi und seinen Bruder, der im darauffolgenden Frühjahr ebenfalls einem Mord zum Opfer fiel. Eine zweite Dokumentation namens Divided We Fall: Americans In The Aftermath drehte Valarie Kaur, eine prominente Sikh und Filmregisseurin.
Roque, der während der Verhandlung „Ich bin ein Patriot“ und „Ich stehe immer für Amerika ein“ schrie, wurde am 30. September 2003 des dreifachen Mordes für schuldig befunden. Acht Tage später wurde er zum Tode verurteilt.
Im August 2006 wurde die Todesstrafe vom Obersten Gerichtshof Arizonas abgemildert und in eine lebenslange Strafe ohne die Möglichkeit auf Begnadigung abgeändert. Grund dafür war die sehr geringe Intelligenz des Täters, die sich nahe an der Schuldunfähigkeit befand.